# Shiloh (Georgia)
Shiloh – miasto w Stanach Zjednoczonych, w stanie Georgia, w hrabstwie Harris.